# Василівка (Охтирський район)
Василівка — село в Україні, у Охтирському районі Сумської області. Населення становить 246 осіб. Колишній орган місцевого самоврядування — Вищевеселівська сільська рада.

## Географія
Село Василівка розташоване між річками Охтирка та Весела (3 км).
Поруч пролягає автомобільна траса.

## Історія
Село постраждало внаслідок геноциду українського народу, проведеного урядом СССР 1932–1933 та 1946–1947 роках.
Після ліквідації Великописарівського району 19 липня 2020 року село увійшло до Охтирського району.